# 티러이 벌판 전투
〈티러 벌판 전투〉(고대 아일랜드어: Cath Maige Tuired 카흐 마거 티레드, 아일랜드어: Cath Maighe Tuireadh 카흐 마거 티러)는 아일랜드 신화의 신화 대계의 사가 텍스트 두 점을 가리킴이다. 투어허 데 다넌이 피르 볼그와 맞붙은 제1차 전투와 포모르와 맞붙은 제2차 전투가 있었다. "티러 벌판"이란 "기둥들의 벌판" 또는 "탑들의 벌판"이라는 뜻이며, 영어로는 모이투라(Moytura) 또는 모이티라(Moytirra)라고 썼다.

## 제1차 티러 벌판 전투
두 문헌 중 첫 문헌은 흔히 제1차 티러 벌판 전투(Cét-chath Maige Tuired) 또는 쿵가 티러 벌판 전투(Cath Maighe Tuireadh Cunga), 남(南) 티러이 벌판 전투(Cath Maighe Tuireadh Theas)라고 부른다. 이때 투어허 데 다넌이 에린 땅에 도래하여 앞서 에린에 살고 있던 피르 볼그를 축출했다. 더욱 옛날에 에린에 살던 네메드의 후손들이 포모르의 압제를 피해 에린을 떠났는데, 그 중 그리스로 간 이들이 피르 볼그가 되어 세월이 흐른 뒤 에린으로 돌아와 정착하였다. 피르 볼그가 도래하고 30년 뒤에 네메드인들 중 북쪽 바다로 갔던 사람들의 후예인 투어허 데 다넌이 도래했다.
투어허 데 다넌의 왕은 누아다였고, 그들은 3백 척의 배에 나눠 타고 북쪽으로부터 섬에 도래했다. 피르 볼그의 왕 오하드 막 에르크는 투어허 데 다넌의 도래를 꿈을 통해 미리 예지하였다. 투어허 데 다넌은 섬에 상륙하자 자기들의 배를 불태웠다. 피르 볼그의 대전사 스렝과 투어허 데 다넌의 대표 브레스가 만나 협상을 했다. 브레스는 스렝에게 자신들에게 섬의 절반을 넘기든가 싫으면 한판 붙자고 요구사항을 전달했다. 피르 볼그는 전쟁을 선택했다. 무기를 준비하기 위한 유예기간이 지나자 양측은 발가탄 고개에서 만나 4일 밤낮 동안 회전을 벌였다. 누아다는 스렝과 맞붙었는데, 스렝이 검을 한번 휘둘러 누아다의 오른손을 잘라냈다. 그러나 스렝의 분투에도 불구하고 싸움은 피르 볼그의 패배로 끝났고, 그들에게는 에린을 떠나거나, 투어허 데 다넌과 땅을 나눠 갖거나, 전쟁을 계속하는 세 가지 선택지만이 주어졌다. 그들은 계속 싸우기를 선택했다. 스렝은 누아다에게 일기토를 신청했고, 누아다는 자신이 한 손을 못 쓰게 되었으니 스렝도 핸디캡으로 한쪽 팔을 묶고 나올 것을 조건으로 내걸었다. 그러나 스렝은 그 조건을 거부했다. 투어허 데 다넌은 에린의 네 지방 중 하나를 내주겠다고 제안했고, 스렝은 코나크타를 골랐다. 하여 양측은 평화를 맺게 되었다.
디안 케크트가 누아다에게 은으로 된 의수를 만들어 주었고, 이후 누아다는 "은 팔의 누아다"라는 뜻의 누아다 아르게틀람이라는 이름을 칭하게 되었다. 그런데 브리이드가 나서 왕은 무결점의 존재여야 함을 지적했고, 누아다 대신 새로운 왕을 뽑아야 한다고 했다. 그들은 엘라하의 아들 브레스를 새 왕으로 뽑았는데, 브레스의 아버지 엘라하는 포모르로 그는 포모르 혼혈이었다. 7년 뒤 누아다가 자기 팔을 완전히 되찾게 되자 왕위를 되찾았다.

## 제2차 티러이 벌판 전투
두 번째 문헌은 흔히 티러이 벌판 최후의 전투(Cath Dédenach Maige Tuired), 제2차 티러이 벌판 전투(Cath Tánaiste Maige Tuired), 북(北) 티러이 벌판 전투(Cath Maighe Tuireadh Thúaidh)라고도 한다. 투어허 데 다넌은 에린 땅을 차지했으나 포모르의 압제 아래 놓이게 되었고, 싸움을 벌여 그 압제에서 벗어나게 되는 것이 대략의 줄거리이다. 《에린 침략의 서》 와 여타 아일랜드 연대기들에 그 내용이 보존되어 있으며, 고대 아일랜드 신들에 관한 가장 풍부한 자료출처이다.  16세기 필사본에 보존되어 있으나 그 내용은 9세기경에 완성되어 12세기에 처음 보존된 것으로 생각된다.
제1차 전투의 결과에 관한 간략한 설명으로 텍스트가 시작된다. 누아다는 팔을 잃었고, 브레스가 그 대신 왕이 되었다. 브레스는 투어허 데 다넌의 에리우와 포모르의 엘라하 사이에 태어난 아들이다. 포모르 아버지 때문에 브레스는 투어허 데 다넌에게 폭정을 행했는데, 가장 귀한 자들에게 천한 일을 시키고, 무거운 세금을 물렸으며, 왕에게 요구되는 후덕함을 보여주지 못했다. 브레스는 폐위되었고, 디안 케크트에게 은으로 된 팔을 만들어 붙인 누아다가 왕으로 복위했다(나중에는 디안의 아들 미어흐가 은 위에 살이 자라도록 해 주었다). 브레스는 포모르들에게 가서 왕위를 되찾게 해달라고 빌었는데, 정작 그 아비 엘라하는 거부하고 다른 포모르 지도자 발로르가 그를 도와주겠다며 대군을 동원했다. 한편, 또다른 포모르 혼혈아 루가 누아다의 궁정에 신하로 들어왔다. 루는 누아다에게 자신의 다재다능함을 보여서 신임을 얻었고, 누아다는 루에게 군대의 퉁솔을 맡겼다. 이후 전쟁이 벌어져 누아다는 발로르에게 죽고, 그 발로르의 손자인 루가 무릿매로 발로르를 죽였다. 전후 브레스는 생포되었는데, 그는 투어허 데 다넌에게 쟁기질하고 씨뿌리고 거두는 법을 가르쳐주는 대가로 목숨을 건졌다. 마지막으로 루와 다그다와 오그마가 퇴각하는 포모르들에게서 다그다의 수금 우어너를 되찾아오면서 전쟁은 종결되었다.